# محمد سليم (لاعب كرة قدم مواليد 1999)
محمد مصطفى سليم لاعب كرة قدم مصري مقيم في قطر.

## مسيرة اللاعب
لعب في النادي العربي ونادي أم صلال ونادي لوسيل.

## روابط خارجية
- محمد سليم (لاعب كرة قدم مواليد 1999) على موقع قاعدة بيانات كرة القدم.إي يو (الإنجليزية)